# Hawkeye (Kate Bishop)
Pour les articles homonymes, voir Hawkeye.
Katherine « Kate » Bishop, est une super-héroïne évoluant dans l'univers Marvel de la maison d'édition Marvel Comics. Créé par le scénariste Allan Heinberg et le dessinateur Jim Cheung (en), le personnage fictif apparaît pour la première fois dans le comic book Young Avengers #1 en avril 2005.
Son costume est calqué sur celui du premier Hawkeye (Œil-de-faucon), mais également sur la tenue d'Oiseau moqueur.
Dans l'univers cinématographique Marvel, le personnage apparaît dans la série Hawkeye (2021), incarné par l'actrice Hailee Steinfeld.

## Historique de la publication
Hawkeye est apparue pour la première fois dans Young Avengers 1 en avril 2005. Elle a été créée par l'écrivain Allan Heinberg et l'artiste Jim Cheung. Elle est présentée pour la première fois sous le nom de Kate Bishop et dans le numéro 12, elle succède à Clint Barton, mort après avoir été tué dans Avengers 502.
Aux côtés de Clint Barton, Kate Bishop est présente dans la série Hawkeye de Matt Fraction et David Aja (2012).
Hawkeye est apparue dans la série Young Avengers de Kieron Gillen et Jamie McKelvie.
Le personnage de Kate Bishop a partagé la vedette avec Clint Barton dans la série All-New Hawkeye de Jeff Lemire et Ramon Perez (2015), repensée par Leonardo Romero.
À partir de l'automne 2016, Kate Bishop se voit attribuer son propre comics, mais il a été annulé avec son 16e et dernier numéro début 2018. L'écrivain dudit comics, Kelly Thompson, crée ensuite l'incarnation des West Coast Avengers, qui met en vedette Kate Bishop comme chef d'équipe.
Une mini-série en cinq numéros, intitulée Hawkeye: Kate Bishop, de Marieke Nijkamp et Enid Balám, sort en novembre pour faire le lien avec son introduction dans la série Disney+.

## Biographie du personnage

### Young Avengers Special
Young Avengers Special a révélé que peu de temps avant de rejoindre l'équipe, Kate Bishop avait brutalement été attaquée dans ce qui semble être Central Park. Au début, l'incident a laissé Kate traumatisée, mais cela l'a ensuite incitée à s'engager dans un entraînement intense au combat. Jusqu'à présent, l'équipe n'est pas au courant de cet incident, car Kate n'en a parlé qu'à son thérapeute et à Jessica Jones. La nature exacte de l'attaque n'est pas précisée, seule l'embuscade initiale est affichée.

### Young Avengers
Indépendante, tenace et directe, elle est aussi une excellente archère. Sa rencontre avec la jeune équipe des Young Avengers l'a amenée à enquêter sur eux par elle-même, les suivant au siège des Vengeurs et enfilant l'équipement d'Oiseau moqueur et Hawkeye, ainsi que ce qui pourrait être l'épée de Swordsman et la ceinture de la Veuve noire (comics). Lorsque Kate apparaît pour la première fois avec le masque de Mockingbird, Patriot l'appelle en plaisantant « Hawkingbird ». Elle s'invite à rejoindre l'équipe après les avoir libérés et les aide dans leur combat contre Kang le conquérant. Elle a ensuite été confirmée comme membre de l'équipe.
Après la première aventure de l'équipe arrêtant Kang le conquérant, Captain America et Iron Man ont ordonné à l'équipe de se séparer et ont refusé de former l'équipe sans le consentement de leurs parents. Cependant, Kate Bishop voulait toujours faire partie des Young Avengers. Croyant que le pire était que Captain America} et Iron Man puissent informer leurs parents, Kate emmena l'équipe dans un entrepôt abandonné qui appartenait auparavant à l'une des sociétés de son père, Bishop Publishing, qui devint le repaire de l'équipe. Elle leur a également fait confectionner de nouveaux costumes, car Cap leur avait dit de « ne plus jamais porter ces uniformes ».
Kate est proche de son amie et coéquipière Cassandra Lang (Stature) et a un certain degré d'affinité avec son coéquipier Patriot, bien que leur relation soit ponctuée de querelles presque constantes et de surenchère ; lorsque Staturea observé que « peu importe ce qui se passe », Wiccan et Hulkling sont « ensemble » et Kate avec Patriot, Kate s'est immédiatement opposée, disant « tout ce que nous faisons, c'est nous battre ». Le plus récent membre de l'équipe, Speed, a immédiatement qualifié Patriot de petit ami de Kate, provoquant un autre démenti de cette dernière. Lorsqu'elle a rencontré Speed pour la première fois, elle n'était pas aussi calme que d'habitude (par manque de nom de code, son auto-présentation s'est arrêtée après « Je suis... »). Pourtant, elle est le membre moteur de l'équipe, poussant tout le monde à rester ensemble et agit en tant que chef adjoint officieux de l'équipe lorsque Patriot n'est pas là, lui donnant même des ordres occasionnels. 
Après que Patriot se soit blessé, Captain America informe les Young Avengers qu'il espère qu'ils commenceront une vie normale. Kate lui dit que s'il les avait entraînés, Patriot n'aurait peut-être pas été blessé et qu'il valait mieux qu'il aide les Young Avengers en les acceptant. Jessica Jones revient pour donner à Kate l'arc et les flèches de Hawkeye avec une note de Captain America. Jessica a dit à Kate que la seule autre personne à avoir tenu tête à Captain America comme elle l'a fait était Hawkeye, et par conséquent, il voulait qu'elle prenne le nom de code de Clint. Kate l'a fait et est devenue la troisième « Hawkeye ».

### Civil War
Kate a été identifiée comme l'un des 142 super-héros enregistrés qui apparaissent sur la couverture de la bande dessinée Avengers: The Initiative 1.
Cependant, elle et Patriot (également sur cette couverture) font une brève apparition dans la maison de Docteur Strange, la planque des Nouveaux Vengeurs dans la deuxième édition de Son Fallen: The Death of Captain America, jetant un doute sur leurs allégeance. Cependant, dans le même numéro de Fallen Son, Iron Fist remarque que « Cela a été une semaine difficile », ce qui laisse supposer que la série se déroule dans la semaine suivant la mort de Cap, et que les Young Avengers se sont peut-être inscrits après cela. Dans la même série, cependant, Kate et Patriot affrontent Clint Barton, qui avait temporairement endossé le costume et le bouclier de Captain America et tentait de les capturer pour être des héros non enregistrés, créant encore plus de confusion.
Ignorant qui il est vraiment, Kate réprimande Clint, disant qu'elle a pris le nom de Hawkeye pour l'honorer mais n'a pas copié son costume car ce serait honteux ; elle déclare en outre que « si Hawkeye était vivant, je m'appellerais autrement ». Ses paroles convainquent Clint de rendre le bouclier et le costume à Tony Stark, de condamner Stark pour son rôle dans Civil War et de suivre son propre chemin.

### Young Avengers Presents
Dans la série limitée Young Avengers Presents, Kate aide Patriot à retrouver Bucky Barnes, Le soldat de l'hiver, l'aidant à abattre une cellule de cyborgs AIM dans le processus.
Dans le dernier numéro de la série, Kate a un rendez-vous embarrassant avec Eli, mais à la fin, elle refuse de sortir avec lui, pour son plus grand embarras. Elle est alors attaquée par Ronin, qui teste ses capacités. Il l'invite à la cachette des Secret Avengers et se révèle être Clint Barton. Les deux discutent de la détermination à diriger et de « toujours prendre le coup ». Kate parie qu'il ne peut pas diviser une flèche en deux (un exploit prétendument impossible) et parie son arc d'origine. Il gagne en utilisant un arc bien inférieur, réitérant que peu importe l'impossible, lorsque la vie de ses coéquipiers en dépend, il faut toujours tirer. Humiliée, Kate rend l'arc et son nom de code, et est repoussée par Patriot. Speed emmène Kate à un rendez-vous pour apaiser sa tension et les deux s'infiltrent dans la base des Secret Avengers et récupèrent l'arc. Pendant ce temps, Clint tente de défendre les Young Avengers auprès des autres Secret Avengers, souhaitant leur servir de mentors. Il remarque la présence de Kate et lui rend visite plus tard, lui accordant la permission d'utiliser son nom et son salut, reconnaissant que son infiltration démontrait la détermination nécessaire pour diriger son équipe. Il lui offre le soutien des Secret Avengers, lui donnant une vieille photo de lui-même, Captain America, la Sorcière rouge et Quicksilver à leurs débuts en tant que Vengeurs. Réaffirmée, Kate s'approche d'Eli et l'embrasse, lui demandant d'être patient avec elle et de lui donner du temps.

### Secret Invasion
Kate participe à la bataille contre l'invasion de Skrulls avec ses coéquipiers, mais est vaincue, malgré l'aide de l'Initiative. Elle et les Young Avengers se présentent plus tard pour se joindre au combat final. Lorsqu'elle perd connaissance, son arc et ses flèches sont utilisés par Clint Barton, le premier Hawkeye, pour continuer le combat.

### Siege
Kate rejoint les Young Avengers, New Avengers et Secret Warriors pour arrêter le siège d'Asgard de Norman Osborn,,. Malheureusement, lorsque la sentinelle nivelle Asgard, Kate et Patriot sont piégés sous les décombres. Pendant un moment de doute, Patriot embrasse passionnément Kate, ce qui l'incite à le repousser après un moment de surprise. Peu de temps après, ils sont secourus par leurs amis et rejoignent leur groupe, mais pas avant que Kate dise à Patriot que c'était un « baiser d'enfer » avec un sourire partagé, faisant allusion au début d'une relation.

### Avengers: The Children's Crusade
Après les événements de Siege, Kate est vue parmi les héros célébrant à la Tour des Vengeurs. Clint Barton l'encourage plus tard à garder le nom de Hawkeye malgré son retour au manteau lui-même, disant que le monde est assez grand pour deux Hawkeye pour le moment.
Kate apparaît aux côtés des autres Young Avengers dans Avengers : Children's Crusade.
Kate apparaît également aux côtés des autres Young Avengers dans Avengers : The Children's Crusade Young Avengers, un one-shot dans lequel les Young Avengers ont grandi et sont désormais les Vengeurs. Il s'agit d'une chronologie alternative modifiée par Iron Lad qui continue de modifier le flux temporel pour vaincre Kang le conquérant.

### Marvel NOW!
Kate apparaît aux côtés du premier Hawkeye, Clint Barton, dans la nouvelle série Hawkeye, qui se déroule après Avengers vs. X-Men. Les deux co-stars de la série, se concentrant sur la baisse de la criminalité au lieu d'être des super-héros, ce qu'ils reconnaissent être ce qui fait de chacun d'eux Hawkeye. Ils entretiennent une relation mentor/étudiant, bien qu'ils soient régulièrement compétitifs les uns avec les autres ; dans une mission pour aider Clint, elle a décroché et s'est fait passer pour Madame Masque (qu’elle retient dans sa chambre ligotée et bâillonnée) qui est maintenant déterminée à se venger et finalement à la tuer.
Après que Clint ait commencé à se montrer de plus en plus distant et hostile envers elle et ses tentatives pour l'aider, Kate a décidé de quitter New York pour un moment et d'aller à Los Angeles, avec le chien de Clint, Lucky. Cependant, dès son arrivée, elle apprend que son père l'avait coupée de son argent, la laissant à elle-même. Pour gagner de l'argent, Kate a mis une annonce se décrivant comme mi-super-héros, mi-détective privé. Pendant son séjour à LA, elle s'est heurtée à une organisation criminelle dirigée par Masque, et alors qu'elle a réussi à la faire tomber, elle a appris que son père y était impliqué. Kate lui a téléphoné et lui a dit qu'elle le ferait payer. Elle est retournée à New York pour aider Clint à vaincre la mafia russe après avoir tué l'un des résidents de Clint, son père conspirant secrètement avec d'autres super-vilains et chefs de la mafia pour la frapper, elle et Clint.
Dans le cadre de l'événement All-New, All-Different Marvel, Kate Bishop était chez Hawkeye au moment où le vieil homme Logan s'est présenté. Après avoir expliqué qui il était et s'être finalement évanoui sur le canapé de Hawkeye, Logan s'est réveillé 33 heures plus tard. Après avoir appris que Logan recherchait Mysterio, Kate Bishop a recherché sa dernière localisation connue dans la base de données du S.H.I.E.L.D. et a demandé à venir avec Logan pendant qu'il enquêtait. À leur arrivée, ils y ont trouvé un homme nommé Eddie et son partenaire anonyme. Logan les a immédiatement attaqués en coupant la main d'un homme alors qu'ils niaient qu'ils savaient qui était Mysterio. Kate Bishop, horrifiée, a tenté de l'arrêter, mais Logan l'a rapidement neutralisée alors que les deux hommes s'échappaient.
Kate s'est ensuite battue contre le Secret Empire. Cassandra Lang, impuissante, essaie d'aider et est presque tuée dans le processus.
Dans les tous nouveaux comics Hawkeye, Kate et Clint récupèrent le projet de communion d'Hydra, qui s'avère être trois enfants innocents transformés en puissants Inhumains psioniques. Ils ne font pas confiance au S.H.I.E.L.D. avec eux, alors ils sauvent les enfants du S.H.I.E.L.D. et les font vivre dans l'appartement de Barton, jusqu'à ce qu'Hydra trouve leur emplacement. Lorsque Clint juge les enfants trop dangereux à tenir, ils les remettent à contrecœur à Hydra. La confiance de Kate en Clint est ébranlée et elle commence à opérer seule pendant une courte période tout en réévaluant sa vie et sa relation avec Clint. Clint l'aide finalement à élaborer un plan pour sauver les enfants d'Hydra et simuler la mort du Projet Communion devant le S.H.I.E.L.D. pour éloigner Maria Hill. Ils font rester les enfants avec Barney pendant que Clint contacte les Vengeurs pour obtenir un bon système de sécurité pour eux. Kate dit à Clint qu'elle veut toujours être une héroïne solo pendant un certain temps pour être elle-même, car elle a idolâtré Clint depuis si longtemps et a utilisé l'identité Hawkeye pour éviter de devenir comme son père, mais est prête à devenir elle-même. La série explore également l'enfance de Kate, où elle a d'abord idolâtré son père et voulait être comme lui, mais après avoir appris ses activités criminelles, elle décide qu'il vaut mieux qu'elle ne sache pas ce qu'il fait et qu'il ne sache pas ce qu'elle fait. Ceci est réalisé après que Kate ait été enlevée par l'un des gangs rivaux de son père, et elle a été sauvée par Hawkeye et les Vengeurs, ce qui l'a incitée à devenir un héros à l'avenir.
Après que Clint ait assassiné Hulk dans Civil War II, Kate est en colère contre les actions de Clint, mais montre toujours de la sympathie pour la position dans laquelle il se trouve. Elle est plus contrariée que les médias l'attaquent pour les actions de Clint, mais est réconfortée par ses anciens coéquipiers des Young Avengers. Elle se range du côté d'Iron Man dans le conflit.
Après le conflit, Kate retourne à Los Angeles et commence ses propres enquêtes de détective privé. Cela ne commence pas très bien car les résidents s'attendaient à ce que Clint soit là (soit pour le blesser, soit pour le féliciter pour ses actions dans Civil War II), mais Kate est finalement approchée par un étudiant qui a besoin de son aide avec un harceleur.
En essayant d'empêcher certains nains d'utiliser un artefact mystique, elle a été interrompue par le Ghost Rider et Gwen Poole. Après une brève bagarre et l'arrivée de la police sur les lieux, elle et Gwen s'éloignent de la scène tandis que le Ghost Rider s'échappe avec à la fois le joyau mystique que les nains utilisaient et l'ami fantôme de Gwen, Cecil. Se liant ensuite d'amitié avec Gwen après qu'elle a décrit Kate à la fois comme « la vraie » et « la meilleure Hawkeye » et que Kate la surnomme « toots ». Dormant sur son canapé pendant la nuit, Kate récupère Cecil des mains du Ghost Rider et l'aide à acquérir une nouvelle enveloppe corporelle. Kate invite ensuite Gwen à se joindre à elle pour former une nouvelle émission de téléréalité financée par les Vengeurs de la côte ouest aux côtés de Clint, America Chavez, Quentin Quire et le petit ami de Kate, Johnny « Fuse » Watts, face à B.R.O.D.O.K. (qui se révèle plus tard être M.O.D.O.K.) et Madame Masque une fois de plus, et découvrant finalement que sa mère était vivante en tant que vampire, empêchant son culte de sacrifier l'Amérique. Kate et les Vengeurs de la côte ouest aident plus tard Docteur Octopus à défendre San Francisco pendant la guerre des royaumes.

## Pouvoirs et capacités
Kate est hautement qualifiée en tir à l'arc, escrime, ju-jitsu, gymnastique, boxe, et d'autres formes de combat. Elle porte deux bâtons de combat similaires à ceux utilisés autrefois par Oiseau moqueur, une épée similaire à celle du Swordsman, ainsi que l'arc et les flèches de Clint Barton. La Panthère noire lui avait également fourni des flèches à têtes piégées.

## Versions alternatives

### Ultimate Marvel
Une version Ultimate Marvel de Kate Bishop apparaît comme une camarade de classe de Miles Morales, âgée de 15 ans. Le personnage était initialement anonyme mais son identité est confirmée plus tard par l'écrivain Brian Michael Bendis. Après une ellipse d'un an, Kate, 16 ans, sort avec Miles. Dans cette réalité, Kate et sa famille sont membres d'HYDRA, et elle croit qu'ils peuvent rendre le monde meilleur. Miles révèle finalement à Kate qu'il est Spider-Man, ce qui la fait paniquer et elle ne parle pas à Miles pendant des semaines. Elle raconte son secret à sa sœur, qui à son tour le dit à son père. Lorsque Miles se rend chez elle pour voir Kate, son père drogue Miles et le kidnappe tandis que les agents d'HYDRA kidnappent le père de Miles, Ganke et Jessica. Malgré la révélation, Kate semble toujours avoir des sentiments pour Miles, et n'aime pas le voir torturé par son père et le Docteur Fatalis. Après que Miles se soit libéré, ait vaincu Fatalis et soit sauvé par ses amis, il rompt avec Kate et elle est assommée par la Cape.

### Avengers: The Children's Crusade
Dans Avengers: The Children's Crusade: Young Avengers, un future alternatif, Kate est toujours considérée comme Hawkeye pour l'équipe des Vengeurs de Kang. Elle est mariée à Tom Shepherd (maintenant connu sous le nom de Quicksilver) et attend des jumeaux. Sa tenue a changé pour correspondre au costume  du Hawkeye d'origine de Clint.

### Secret Wars
Une version 1602 de Kate apparaît pendant Secret Wars. Semblable à Robin des bois, elle a volé les riches aux côtés de ses amis, Teddy et Billy, mais a été attrapée par le Punisher Sheriff et l'a distrait afin que ses amis puissent échapper au jugement de God Emperor Doom. Pendant son séjour au S.H.I.E.L.D, elle a rencontré et s'est lié d'amitié avec America Chavez et a rejoint les Hel-Rangers, et s'est finalement échappée avec Chavez.

### What If...?
Dans What If? House of M, Kate et les Young Avengers sont tués par Red Skull un mois après l'élimination de tous les héros de la planète. Kate a été tuée par le cube cosmique.

### Old Man Logan
Dans Old Man Hawkeye, une préquelle de Old Man Logan, une Kate d'âge mûr est le maire d'un quartier refuge au fin fond des friches. Elle assiste plus tard Clint dans sa quête de vengeance contre les Thunderbolts. Après cela, il demande son aide pour livrer une caisse de sérum de super soldat, mais elle refuse de l'aider dans sa quête de vengeance sans fin et part pour s'occuper de son district, prédisant correctement que la tâche tuerait Clint dans le processus.

### Old Woman Laura
Dans un avenir possible, une Kate adulte assiste à un raid sur la Latvérie (l'une de ses contributions étant de tirer une balle contenant la guêpe miniaturisée en permanence dans un Doombot afin qu'elle puisse prendre le contrôle de ses systèmes). elle aide également à la libération de plusieurs héros emprisonnés.

## Éditions en recueils
Les apparitions en solo de Hawkeye ont été rassemblées dans un certain nombre de recueils :
| Titre                                         | Matériel collecté                                         | Pages | Date de publication | ISBN |
| --------------------------------------------- | --------------------------------------------------------- | ----- | ------------------- | ---- |
| Hawkeye : Kate Bishop, vol. 1 : Anchor Points | Hawkeye vol. 5 #1-6                                       | 136   | 13 juin 2017        |      |
| Hawkeye : Kate Bishop, vol. 2: Masks          | Hawkeye vol. 5 #7-12                                      | 136   | 2 janvier 2018      |      |
| Hawkeye : Kate Bishop, vol. 3: Family Reunion | Hawkeye vol. 5 #13-16, Générations : Hawkeye & Hawkeye #1 | 112   | 22 mai 2018         |      |

## Apparitions dans d'autres médias

### Cinéma
Interprétée par Hailee Steinfeld dans l'univers cinématographique Marvel
- 2021 : Hawkeye (série télévisée, 6 épisodes)
- 2023 : The Marvels (caméo)

### Télévision
- Kate Bishop / Hawkeye fait une apparition dans l'épisode du dessin-animé Avengers: Ultron Revolution Into the Future. Cette version est issue d'un futur possible où elle s'oppose à Kang le conquérant aux côtés de la Veuve noire (comics), Thunderstrike, Toni Ho et Joaquin Torres[51].

### Jeux vidéo
- Marvel Heroes (costume amélioré pour son prédécesseur), interprété par Amanda C. Miller[52].
- Marvel Avengers Alliance (en)[53].
- Lego Marvel's Avengers[54].
- Marvel Puzzle Quest[55].
- Marvel: Future Fight[56].
- Lego Marvel Super Heroes 2, dans le cadre du DLC « Champions »[57].
- Marvel's Avengers, interprété par Ashly Burch.